# Proteïnes SNARE
Les proteïnes SNARE -un acrònim derivat de l'anglès “SNAP (Soluble NSF Attachment Protein) REceptor”- són una gran família de proteïnes que se subdivideix en més de 60 tipus, presents en llevats i mamífers.

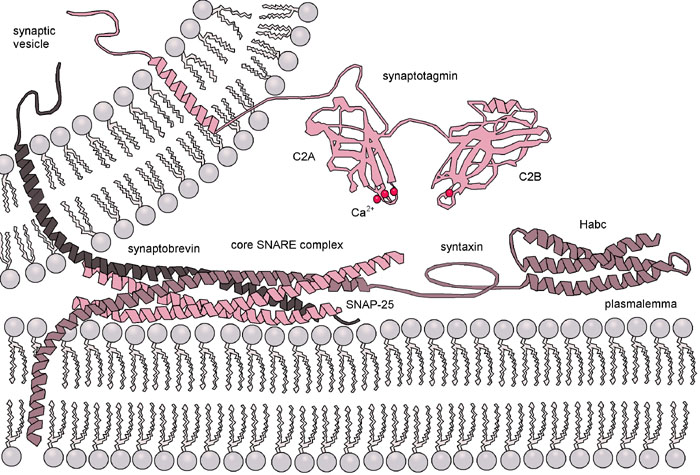
Maquinària molecular que participa en l'alliberament de transmissors sinàptics

La funció principal de les proteïnes SNARE és intervenir en la fusió de vesícules, és a dir, en el cas de l'exocitosi en la fusió de les vesícules de transport amb la membrana plasmàtica o en un altre cas en la fusió de la vesícula de transport amb un compartiment de destinació (un lisosoma, per exemple).

Les proteïnes SNARE es poden dividir en dos subgrups: 
- Les proteïnes de vesícula o V-SNARE, que s'incorporen a les membranes de les vesícules de transport durant el procés de gemmació.
- Les proteïnes objectiu o T-SNARE, que es troben en les membranes dels compartiments de destinació de les vesícules de transport.

Les classificacions més recents, això no obstant, tenen en compte les característiques estructurals de les proteïnes SNARE i les classifiquen segons aquests paràmetres en proteïnes Q-SNARE i R-SNARE.
Les proteïnes SNARE més estudiades són aquelles que controlen l'acoblament de les vesícules sinàptiques amb la membrana presinàptica. Aquestes SNARE són l'objectiu de les neurotoxines que secreten els bacteris responsables del botulisme i del tètanus.

Les SNARE són molècules petites i abundants. Principalment les trobem unides a la membrana plasmàtica mitjançant proteïnes d'unió. Tot i que la seva estructura i mida és força variable, totes comparteixen un segment en el seu domini citosòlic anomenat “SNARE motif” que consta d'uns 60-70 aminoàcids capaços de formar un muntatge reversible estret, creant paquets de quatre hèlix anomenats complexos trans SNARE.

Els complexos metaestables trans-SNARE es formen de manera ràpida i es componen per la unió de tres proteïnes SNARE: sintaxina 1 i SNAP-25, residents a la membrana cel·lular, i sinaptobrevina (també coneguda com a proteïna de membrana associada a vesícules o VAMP) ancorada a la membrana vesicular.

En l'exocitosi neuronal, la sintaxina i la sinaptobrevina estan ancorades a les respectives membranes pel seu domini C-terminal, mentre que la SNAP-25 està unida a la membrana plasmàtica mitjançant diverses cadenes de cisteïna - palmitol.

El nucli del complex SNARE és un conjunt de quatre hèlix α aportades per les diferents proteïnes que el formen: tant la sintaxina com la sinaptobrevina aporten una hèlix cadascuna i la SNAP-25 n'aporta dues.

S'ha demostrat que les SNARE residents a la membrana plasmàtica es troben en diferents microdominis o agrupacions, la integritat dels quals és essencial per a la competència exocítica de la cèl·lula.

## Complexes SNARE

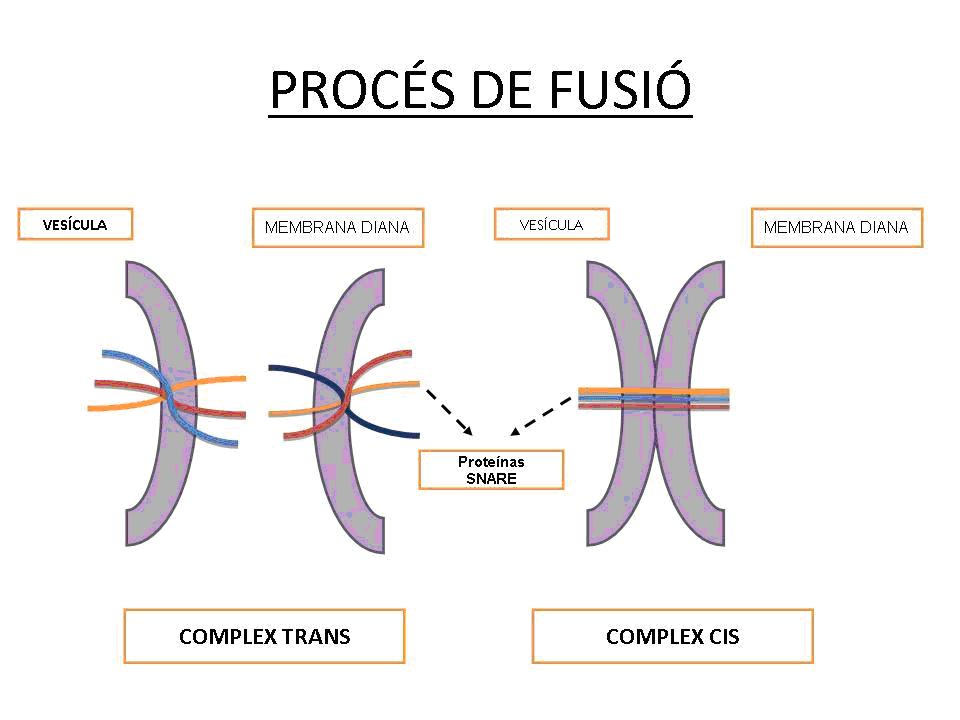
Diferència entre complexos cis i trans

Durant la fusió de les vesícules amb la membrana diana, les proteïnes SNARE implicades en el procés tendeixen a formar complexos. Depenent de l'estat de fusió de les vesícules, aquests complexos reben noms diferents.

Els complexos trans-SNARE consten de tres proteïnes SNARE ancorades a les dues membranes oposades abans de la fusió. Durant la fusió, les dues membranes s'uneixen i les proteïnes SNARE, involucrades en la formació dels dos complexos trans, s'arrepleguen i donen lloc al complex cis-SNARE en la membrana resultant.

## Les R-SNARE
Les R-SNARE són proteïnes que aporten un residu d'arginina (simbolitzada per Arg o R) per la formació d'una capa iònica zero a la regió central del complex SNARE. Un R-SNARE particular és la sinaptobrevina, que es troba localitzada a les vesícules sinàptiques.

## Les Q-SNARE
Les Q-SNARE són proteïnes que contribueixen amb una glutamina (Gln o Q) residual per la formació de la capa iónica zero a la regió central del complex SNARE. Alguns exemples són la sintaxina-1, la sintaxina-6 i la proteïna SNAP-25.

## Altres components

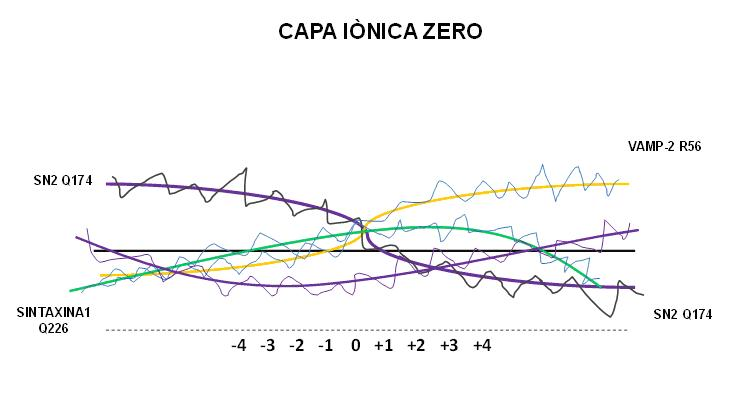
Capes iòniques del centre del complex SNARE

El complex SNARE és un feix de quatre hèlix α. La sinaptobrevina i la sintaxina contribueixen amb una hèlix α cadascuna, mentre que la SNAP-25 participa amb dues hèlix α (abreujades com Sn1 i Sn2). La interacció dels residus aminoacídics que provoquen la reacció d'acoblament del complex SNARE es poden agrupar en capes. Cada capa conté quatre residus d'aminoàcids - un residu per cada grup de quatre hèlix α. Al centre del complex es troba la capa iònica zero formada per un residu d'arginina i tres de glutamina, i envoltada per una cremallera de leucina.

Les capes -1, +1 i +2 del centre del complex segueixen la geometria de la cremallera de leucina i la seva composició d'aminoàcids. La capa iònica zero està formada per VAMP-2 R56, sintaxina-1A Q226, SN1 Q53 i SN2 Q174, i està completament integrada a les capes de la cremallera de leucina. La càrrega positiva del grup guanina del residu d'arginina interacciona amb els grups carboxil de cadascun dels tres residus de glutamina.

Les cremalleres de leucina actuen com escut impermeable protegint les interaccions iòniques del solvent adjacent. L'exposició de la capa iònica zero a l'entorn aquàtic pel trencament de la cremallera de leucina comporta la inestabilitat del complex SNARE, i aquest és suposadament el mecanisme pel qual les α-SNARE i els NSF reciclen els complexos SNARE un cop finalitzada l'exocitosi de les vesícules sinàptiques.

## Mecanisme proposat de la fusió de membranes
L'assemblatge de les proteïnes SNARE per donar lloc als complexos trans-SNARE probablement crea ponts entre la bicapa lipídica de la cèl·lula i la vesícula de secreció, acostant així ambdues membranes i induint la seva fusió.

L'entrada de calci a la cèl·lula provoca la finalització de la reacció d'assemblatge, que és condicionada per la interacció entre el calci i els dominis d'unió presents a la proteïna sinaptotagmina.

D'acord amb la hipòtesi del model de la cremallera, el complex d'assemblatge s'inicia per l'extrem N-terminal dels “SNARE motifs” i es dirigeix cap a l'extrem C-terminal que interacciona amb proteïnes de membrana.

La formació del complex trans-SNARE es duu a terme a partir d'un complex intermedi format per SNAP-25 i sintaxina-1, on posteriorment s'acomoda la sinaptobrevina-2. La sintaxina i les isoformes de la sinaptobrevina participen en l'alliberament del neuromediador neuronal.

Basant-se en l'estabilitat del complex cis-SNARE, s'ha postulat que l'energia alliberada durant el procés d'assemblatge serveix com a mitjà per a superar les forces de repulsió entre ambdues membranes. Hi ha diferents models que proposen explicacions d'un pas posterior a la fusió: la formació d'una tija i d'un porus de fusió. Això no obstant, la naturalesa exacta d'aquests processos segueix sent objecte de debat. Un estudi recent ha demostrat que el complex SNARE, sense cap mena de proteïnes accessòries, és suficient per ampliar els porus de fusió i d‘aquesta facilitar el pas del contingut de la vesícula.